# ソングス・オブ・イノセンス (U2のアルバム)
『ソングス・オブ・イノセンス』 (Songs of Innocence) は、アイルランドのロックバンド、U2のスタジオ・アルバム。

## 概要
2009年の『ノー・ライン・オン・ザ・ホライゾン』以来5年7ヶ月ぶりのアルバム。プロデューサーにデンジャー・マウス、ポール・エプワース、ライアン・テダーらを迎え、レコーディングを行った。
タイトルはウィリアム・ブレイクの詩集『Songs of Innocence and of Experience（無垢と経験の歌）』にちなんで命名された。2017年発表のアルバム『ソングス・オブ・エクスペリエンス』とは連作の関係にある。
アルバム・ジャケットはグレン・ラッチフォードが担当し、ラリー・マレン・ジュニアとその息子が写っている。初期の『ボーイ』『WAR(闘)』のような作風になっている。

## iTunes先行配信に関する問題
2014年9月10日、iTunesでアルバムが先行配信され、10月13日まで無料でダウンロード可能となった。ユーザーの設定によるがアップルのデバイスに自動でダウンロードされ、iCloudにログインしているユーザーには、自動で購入済みに無償で追加される。購入済みに追加されたユーザーから、アルバムを勝手に購入されたなどの苦情が相次いだ。
苦情を受けたアップルは、16日までにU2のアルバムをiTunesのアカウントから消去するためのウェブサイトを設けている。
これに対し、ボノは「削除したいって人達もいる。でも、この5年間でU2以上にU2の曲を削除した人はいないよ。これだけ多くの人達が曲を聴いてくれた。それには本当にワクワクする。僕が言えるのは、このジャンク・メールの中には血と涙と汗が詰まってるってことだけだ」とコメント。しかし後日、ファンとのQ&Aに応える形で「素晴らしいアイデアに思えて、舞い上がってしまった。自分たちの楽曲が聴かれないかもしれないという恐怖感があった。どうやら私達がうるさくやりすぎてしまったのかもしれない」と謝罪の旨を表明した。
シャロン・オズボーンはU2に対しTwitterで「中年の政治グルーピーの集まりに過ぎないわね」などと綴り、U2やiTunes、ジミー・アイオヴィンを強く批判していたが、後に撤回している。オジー・オズボーンは「U2はフリーでアルバムを配る余裕はある。しかし他のバンドはそんなことはできない。だから新人バンドには難しくなるんだ。ありえないくらい自分勝手だ」と、イギー・ポップも「『俺たちに強制しないでくれ』と言おうとしていた彼らの意見は正しい」と発言し、それぞれ批判した。
逆にメタリカのラーズ・ウルリッヒは、「俺にとってはこの試みは成功するかどうかが問題なんじゃないんだ。これだけ過激なことを俺たちに投げつけてみるだけの根性がU2には備わっていたこと、それとそれだけ先を見ていたという事実が俺には重要なんだよ」と賞賛するコメントをした。またノエル・ギャラガーは、「音楽をタダで配ったりするのには、同意できないね。アルバムというのは、作るのにかなりのコストがかかるものなんだからさ。まあ、当然U2はこれ以上、金はいらないのかもしれないし、それは良かったですね、という感じだけど、俺はこの先も、絶対に無料配信とかはないね」としつつも、「1つ確実に言えるのは、U2はファンを2人増やした。アルバムが無料配信されてから、俺の息子2人とも、今じゃU2の大ファンだからね」と発言した。メガデスのデイヴィッド・エレフソン、トレント・レズナーも肯定のコメントをしている。

## Innocence + Experience Tour
アルバムリリース後のツアーは「Innocence + Experience Tour」(オフィシャルポスターはiNNOCENCE + eXPERIENCE)というタイトルで、2015年5月14日のバンクーバー公演からスタート。前回の「360°Tour」とは異なり、マディソン・スクエア・ガーデンやO2アリーナといったアリーナがメインとなった。上述のような問題とは裏腹にアメリカ、カナダ公演のチケットはソールドアウトするなど、成功を収めている。ツアーでは初日にエッジがステージから落ちたり、ツアー中にマネジメントが心臓発作で他界するなどのトラブルも起きた一方、マディソン公演ではレディー・ガガやポール・サイモン、ブルース・スプリングスティーンなどがゲストで参加するなど大きな話題を呼んだ。
同年9月からはイタリアのパラスポーツ・オリンピコ公演からヨーロッパツアーがスタートした。10月26日にはノエルが、29日にはパティ・スミスがゲストで参加した。

## 収録曲

### 楽曲一覧
| 全作詞: ボノ, ジ・エッジ、全作曲: U2。 |                                                                                                 |                   |            |                                                          |      |
| #                                      | タイトル                                                                                        | 作詞              | 作曲・編曲 | プロデューサー                                           | 時間 |
| 1.                                     | 「ザ・ミラクル (オブ・ジョーイ・ラモーン) - The Miracle (of Joey Ramone)」                      | ボノ , ジ・エッジ | U2         | デンジャー・マウス, ポール・エプワース, ライアン・テダー | 4:16 |
| 2.                                     | 「エヴリー・ブレイキング・ウェィヴ - Every Breaking Wave」                                      | ボノ , ジ・エッジ | U2         | マウス, デダー デクラン・ギャフニー                      | 4:13 |
| 3.                                     | 「カリフォルニア(ゼア・イズ・ノー・エンド・トゥ・ラヴ) - California (There Is No End to Love)」 | ボノ , ジ・エッジ | U2         | ギャフニー, エプワース, マウス                           | 4:00 |
| 4.                                     | 「ソングス・フォー・サムワン - Song for Someone」                                               | ボノ , ジ・エッジ | U2         | デダー, フラッド                                         | 3:47 |
| 5.                                     | 「アイリス(ホールド・ミー・クローズ) - Iris (Hold Me Close)」                                   | ボノ , ジ・エッジ | U2         | エプワース, テダー, マウス                               | 5:20 |
| 6.                                     | 「ヴォルケーノ - Volcano」                                                                      | ボノ , ジ・エッジ | U2         | ギャフニー, エプワース                                   | 3:15 |
| 7.                                     | 「ライズド・バイ・ウルヴス - Raised by Wolves」                                                 | ボノ , ジ・エッジ | U2         | ギャフニー, マウス                                       | 4:06 |
| 8.                                     | 「シダーウッド・ロード - Cedarwood Road」                                                       | ボノ , ジ・エッジ | U2         | マウス, エプワース                                       | 4:26 |
| 9.                                     | 「スリープ・ライク・ア・ベイビー・トゥナイト - Sleep Like a Baby Tonight」                      | ボノ , ジ・エッジ | U2         | マウス                                                   | 5:02 |
| 10.                                    | 「ディス・イズ・ホエア・ユー・キャン・リーチ・ミー・ナウ - This Is Where You Can Reach Me Now」 | ボノ , ジ・エッジ | U2         | デンジャー・マウス                                       | 5:06 |
| 11.                                    | 「ザ・トラブルズ - The Troubles」                                                               | ボノ , ジ・エッジ | U2         | マウス, ギャフニー                                       | 4:46 |
| 合計時間:                              | 合計時間:                                                                                       | 合計時間:         | 48:11      |                                                          |      |

| #         | タイトル | 作詞  | 作曲・編曲 | 時間  |
| --------- | --- | ----- | ---------- | ----- |
| 1.        | 「ルシファーズ・ハンズ - Lucifer's Hands」 |       |            | 3:55  |
| 2.        | 「ザ・クリスタル・ボールルーム - The Crystal Ballroom」 |       |            | 4:40  |
| 3.        | 「アコースティック・セッションズ - Acoustic Sessions〜 a. エヴリー・ブレイキング・ウェィヴ - "Every Breaking Wave" b. カリフォルニア(ゼア・イズ・ノー・エンド・トゥ・ラヴ) - "California (There is No End to Love)" c. ライズド・バイ・ウルヴス - "Raised By Wolves" d. シダーウッド・ロード - "Cedarwood Road" e. ソングス・フォー・サムワン - "Song For Someone" f. ザ・ミラクル (オブ・ジョーイ・ラモーン) - "The Miracle (of Joey Ramone)" (Busker Version)」 |       |            | 22:49 |
| 4.        | 「ザ・トラブルズ（オルタナティヴ・ヴァージョン）- The Troubles」(Alternative Version) |       |            | 4:32  |
| 5.        | 「スリープ・ライク・ア・ベイビー・トゥナイト - Sleep Like a Baby Tonight」(オルタナティヴ・パースペクティヴ・ミックス by チャド・ブレイク - Alternative Perspective Mix by Tchad Blake) |       |            | 11:06 |
| 6.        | 「インヴィジブル - Invisible」 |       |            | 4:45  |
| 合計時間: | 合計時間: | 46:58 |            |       |

| #  | タイトル | 作詞 | 作曲・編曲 | 時間 |
| -- | --- | ---- | ---------- | ---- |
| 7. | 「ザ・クリスタル・ボールルーム（12インチ・ミックス） - The Crystal Ballroom」(12″mix、海外アナログ盤収録曲) |      |            | 7:27 |

### 楽曲解説
- カリフォルニア(ゼア・イズ・ノー・エンド・トゥ・ラヴ) - California (There Is No End to Love)
80年代初期に初めてカルフォルニアに行った思い出が綴られている。タイトルの地名が入っているのは「Miami」「New York」に続いて3曲目。
アコギヴァージョンはカリフォルニアのマリブでレコーディングされ、デラックス・エディションに収録された。このヴァージョンではエッジはピアノを弾いており、デヴィッド・キャンベルによるストリングス・アレンジメントが施されている。
- アイリス(ホールド・ミー・クローズ) - Iris (Hold Me Close)
「I Will Follow」「Tomorrow」「Mofo」についで14歳の時に亡くなった母アイリス・ヒューソンについての曲。歌詞にKraftwerkのアルバム『Man Machine』の名前が出てくるのは、母親が亡くなったのとのぼ同時期に、アリと出会い、彼女に初めて贈ったプレゼントが、それだったから。
ちなみに1994年、ボノはシム・シェリダンのIRAをテーマにした映画『父に祈りを』のサントラに、ギャヴィン・フライデーとモーリス・シーザーと一緒に「In the Name of the Father」「Billy Boola」「You Made Me the Thief of Your Heart」の3曲を提供している。このうち「In the Name of the Father」と「Billy Boola」はボノとギャビンが歌い、「You Made Me the Thief of Your Heart」はシネイド・オコナーが歌った。そして「You Made Me the Thief of Your Heart」のシングルのB面にはサントラ未収録の「The Father and His Wife the Spirit」というインスト曲が収録されているだが、これが「Iris (Hold me Close）」に酷似[15]しているのだという。
2022年８月、Aviciiの「Stars Don't Go Feat. U2」という曲が、ネット上にリークされた。[16]「Iris」の初期ヴァージョンと思われる。
- ヴォルケーノ - Volcano
母親が亡くなって荒れた心情を歌っている。
Verse 3の「You were alone / And now you’re not alone / You were alone / You are Rock N Roll / You and I are Rock N Roll / You are Rock N Roll / You and I are Rock N Roll」は未発表曲の「Glastonbury」のサビの部分を使っている。またこの部分は『Songs of Experience』に収録された「Americal Soul」でも使われている。
- ライズド・バイ・ウルヴス - Raised by Wolves
ボノが遭遇した1974年5月17日ダブリンで起きたIRAによる自動車爆破テロ事件がテーマ。元々はポップな曲だったが、ボノが仕上げた歌詞がダークな内容だったために方向転換を迫られたとのこと。
アコギヴァージョンはカリフォルニアのマリブでレコーディングされ、デラックス・エディションに収録された。このヴァージョンではエッジはピアノを弾いており、デヴィッド・キャンベルによるストリングス・アレンジメントが施されている。
- シダーウッド・ロード - Cedarwood Road
タイトルはボノがギャビンやグッギとともに生まれ育った通りの名前。エッジがラリーが作ったドラムループに合わせてGarage Bandというアプリケーションで作ったギターリフが冒頭で使われており、これに合うようにボノが作詞を行った。
アコギヴァージョンはカリフォルニアのマリブでレコーディングされ、デラックス・エディションに収録された。このヴァージョンではエッジはピアノを弾いており、デヴィッド・キャンベルによるストリングス・アレンジメントが施されている
- スリープ・ライク・ア・ベイビー・トゥナイト - Sleep Like a Baby Tonight
カソリック教会の児童虐待がテーマ。デラックスエディションにTchad Blakeによる「Alternate Perspective Mix」が収録されている。
- ディス・イズ・ホエア・ユー・キャン・リーチ・ミー・ナウ - This Is Where You Can Reach Me Now
The Clash賛歌。
- ザ・トラブルズ - The Troubles
タイトルのThe Troublesとは北アイルランド問題のことである。
スウェーデンの新星歌姫リッキ・リーがバックコーラスを務めている。デンジャー・マウスに誘われ、メンバー不在のロサンゼルスのスタジオでレコーディングされた。その後、ロンドンで再レコーディングした際、ボノと顔を合わせたのだという。リーの父親は自分の娘がU2と一緒に仕事をしたことをなかなか信じなかったのだとか。[17]
デラックスエディションにAlternate Versionが収録されている。
なおこの曲では元Dirty Projectersのエンジェル・デラドオリアンもバックコーラスをレコーディングしたが、こちらはボツになった。

## 評価

### イヤーオブ
- 2014年ローリングストーン年間ベストアルバム第1位[18]
- 2014年ローリングストーン読者が選ぶ年間ベストアルバム第2位[19]
- 2014年Qマガジン年間ベストアルバム第44位[20]
- 2014年テレグラフ年間ベストアルバム第12位[21]
- 2014年ビレッジヴォイスが選ぶJazz＆Popリスト第69位[22]

### オールタイム
- 2019年Discogsが選ぶ10年代のベストアルバム182位[23]
- 2019年ローリング・ストーン誌が選ぶ10年代のベストアルバム93位[24]